# INS Andaman (1972)
INS Andaman (P 74) – fregata Indyjskiej Marynarki Wojennej radzieckiego projektu 159 (w kodzie NATO: Petya III), z okresu zimnej wojny. Nosiła numer burtowy P 74. Weszła do służby w 1972 roku, zatonęła 21 sierpnia 1990 roku.

## Budowa
„Andaman” był jedną z 11 lekkich fregat radzieckiego projektu 159 lub 159AE zakupionych przez Indyjską Marynarkę Wojenną na przełomie lat 60 i 70 XX wieku, po przeorientowaniu marynarki na zakupy okrętów od ZSRR. W kodzie NATO oznaczane były jako Petya II lub Petya III. Fregata „Andaman” należała do drugiej transzy tych okrętów, zbudowanej w stoczni Jantar w Królewcu (według innych źródeł, w Chabarowsku). Weszła do służby 28 grudnia 1972 roku.

## Skrócony opis
Okręty projektu 159 stanowiły niewielkie fregaty z gładkopokładowym kadłubem z silnym wzniosem pokładu na dziobie. Na pokładzie dziobowym i rufowym umieszczone były pojedyncze wieże artylerii uniwersalnej. Za wieżą dziobową była niska nadbudówka na śródokręciu z masztem kratownicowym, za nią na pokładzie stał niski komin, a dalej wyrzutnia torpedowa i wieża rufowa. Wyporność standardowa wynosiła 900 ton, a pełna 1040 ton. Długość wynosiła 81,8 m, a szerokość 9,2 m. Zanurzenie kadłuba wynosiło 2,3 m, a zanurzenie maksymalne z opływką sonaru podkadłubowego 5,8 m. Załoga liczyła 96 osób, w tym ośmiu oficerów.
Jedyne uzbrojenie artyleryjskie stanowiły cztery armaty uniwersalne kalibru 76 mm w dwóch dwudziałowych wieżach AK-726. Ich ogniem kierował radar artyleryjski Fut-B.
Zasadniczym przeznaczeniem okrętów było zwalczanie okrętów podwodnych, do czego służyły torpedy kierowane i rakietowe bomby głębinowe. Okręty były wyposażone w trzyrurową wyrzutnię torped kalibru 533 mm, z wkładkami kalibru 400 mm umożliwiającymi wystrzeliwanie torped kierowanych SET-40. Na dachu nadbudówki umieszczone były dwie szesnastoprowadnicowe wyrzutnie rakietowych bomb głębinowych kalibru 212 mm RBU-2500. Uzupełniały je dwie zrzutnie grawitacyjnych bomb głębinowych. Okręt mógł zabrać także 24 miny na torach minowych.
Wyposażenie radiolokacyjne stanowił radar dozoru ogólnego MR-302 Rubka. Ponadto okręty posiadały radar nawigacyjny Don 2. Do wykrywania okrętów podwodnych i kierowaniem uzbrojeniem służyły stacje hydrolokacyjne MR-311 Wyczegda i MR-312 Titan, z antenami w opływce pod kilem. Okręt miał też wyposażenie walki radioelektronicznej w postaci stacji wykrywania orpomieniowania Bizan-4B.
Siłownia okrętowa w układzie CODAG składała się z jednego marszowego silnika wysokoprężnego o mocy 6000 KM, napędzającego środkową śrubę, oraz dwóch turbin gazowych mocy szczytowej o mocy łącznej 30 000 KM, napędzających dwie zewnętrzne śruby. Napęd pozwalał na osiągnięcie prędkości maksymalnej 32 węzłów. Zasięg wynosiła 2000 mil morskich przy prędkości ekonomicznej 14 w lub 800 Mm przy 18 w.

## Służba
Okręt faktycznie został dostarczony do Indii w marcu 1974 roku. Otrzymał stały numer burtowy P 74. Okręty tego typu wchodziły w skład 31 i 32 Eskadry Fregat.
20 sierpnia 1990 roku INS „Andaman” rozpoczął ćwiczenia przeciwpodwodne w składzie grupy okrętów, z fregatami „Arnala” (bliźniaczą), „Himgiri”, „Dunagiri” (typu Nilgiri), „Trishul” (typu Whitby) i okrętem desantowym „Magar”. Dowódcą „Andaman” był komandor podporucznik Ashok Diwan. Po południu zaobserwowano niewielki przeciek w części rufowej okrętu, a następnie awarii uległ napęd. Nie wzbudziło to większego niepokoju marynarki i ćwiczenia kontynuowano, pozostawiając dryfujący „Andaman” w tyle. Załoga nie zdołała jednak uruchomić silnika, a awarie w pracy pomp powodowały, że napływ wody się zwiększał, przy czym pogarszał się również stan morza. Rano 21 sierpnia rozpoczęto holowanie przez fregatę „Trishul” w asyście „Himgiri”. Pompy i agregaty awaryjne zawiodły, a wysokie fale uniemożliwiły przekazanie na pokład dalszych pomp spalinowych, wobec czego, z uwagi na powolne tonięcie i osiadanie rufy w wodzie, około południa dowódca zarządził opuszczenie okrętu. Również część tratw ratunkowych okazała się niesprawna, a załoga słabo wyszkolona i na skutek tego utonęło 15 członków załogi, w tym zastępca dowódcy i dwóch oficerów odpowiedzialnych za walkę o żywotność okrętu. Opuszczony okręt zatonął po nabraniu wody około godziny 14 w Zatoce Bengalskiej, około 150 mil morskich na południowy wschód od Visakhapatnam.
Utrata stosunkowo nowego okrętu w warunkach pokoju, w dzień i w nienajtrudniejszych warunkach pogodowych została uznana za kompromitującą marynarkę. Dochodzenie wykazało zaniedbania w remontach okrętów wynikające ze zbyt małego potencjału stoczniowego w stosunku do liczby okrętów w linii, oraz niezadowalające wyszkolenie załogi w zakresie działań przeciwawaryjnych, a także eksploatacji i konserwacji sprzętu. Ponadto, radzieckie lekkie fregaty projektu 159 miały kadłuby z cieńszych 5-milimetrowych blach, bardziej podatnych na korozję niż w używanych wcześniej okrętach pochodzenia brytyjskiego. Opracowano program naprawczy, między innymi badając stan kadłubów okrętów, lecz 6 listopada 2014 roku doszło do zatonięcia w podobny sposób poławiacza torped A-72 (zginęło czterech marynarzy).